# Zdeněk Kvíz

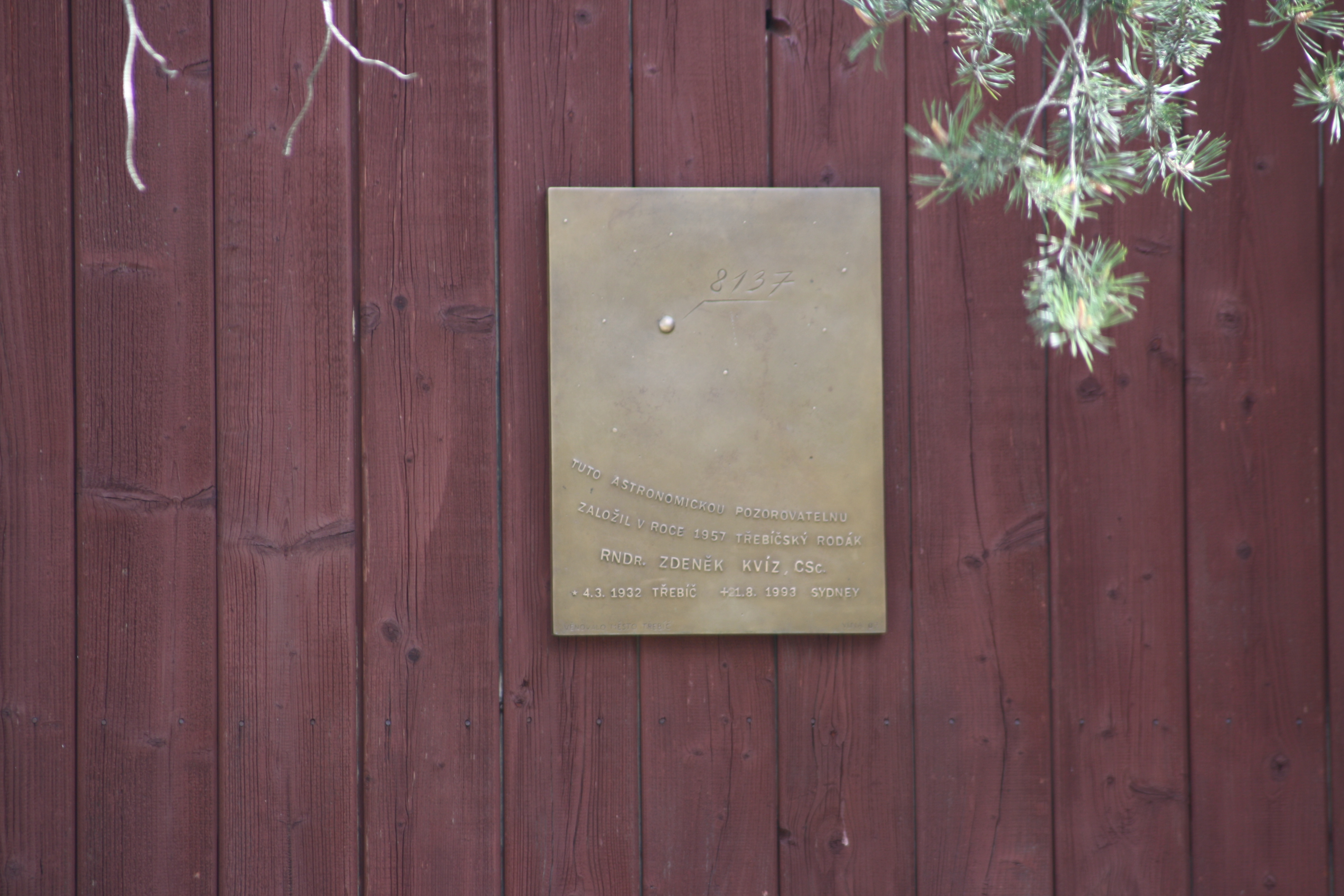
Pamětní deska k pojmenování planetky po Zdeňku Kvízovi na budově třebíčské hvězdárny

Zdeněk Kvíz (4. března 1932 Třebíč – 21. srpna 1993 Sydney, Austrálie) byl český astronom a fyzik. Věnoval se výzkumu meteorických rojů a proměnných hvězd. V letech 1963–1969 byl členem redakční rady věstníku České astronomické společnosti pod názvem Kosmické rozhledy, po roce 1969 vycestoval na Australskou státní univerzitu v Sydney na dlouhodobý studijní pobyt, z nějž se do Československa již nevrátil. Měl dvě děti (Ladislav, Miloš). Je po něm pojmenovaná planetka 8137 a Cena Zdeňka Kvíze, kterou uděluje Česká astronomická společnost.

## Akademické působení
Maturoval na třebíčském gymnáziu, studoval na Přírodovědecké fakultě Masarykovy univerzity. Promoval v roce 1957, po promoci nastoupil do Astronomického ústavu ČSAV, kde obhájil kandidátskou práci.
Později učil fyziku na stavební fakultě ČVUT v Praze a na Univerzitě 17. listopadu. V roce 1969 odcestoval do Sydney na univerzitu.
Dále učil fyziku v Broken Hills, spolupracoval s australskou Národní observatoří v Observatoř Siding Spring, s Evropskou jižní observatoří v La Silla, Chile a s ženevskou hvězdárnou. Po sametové revoluci několikrát navštívil Československo.